# Louis Petiet
Louis Petiet, né le 6 juillet 1957 à Neuilly-sur-Seine, est un homme politique et homme d'affaires français.
Ancien conseiller général de l'Eure et ancien maire de Verneuil-sur-Avre, Louis Petiet est aussi président du groupe de conseil Krief Group (anciennement Bernard Krief Consulting) qui tente de reprendre des entreprises en difficulté : ainsi, il a repris en 2008 le groupe textile DMC et tenté de reprendre la société automobile Heuliez en 2009. Il est, en 2021, le fondateur et un administrateur de Well et fondateur et président d'Industrielle Franco-Allemande (IFA/UCPMI).

## Biographie

### Consultant et homme d'affaires
Louis Petiet fait ses études à l'Institut d'études politiques de Paris (« Sciences Po »), qu'il complète par deux DEA, une licence d'histoire et un doctorat en droit public[réf. souhaitée].
Il commence sa carrière de consultant au cabinet Bernard Krief en 1981. C'est là qu'il fait la connaissance de Jean-Pierre Raffarin, proche de lui.
Petiet crée en 1990 son propre cabinet, le Concord Consulting Group. Il commence alors à reprendre d'autres cabinets de conseil. Il reprend ainsi une partie du groupe Bernard Krief et est président de Bernard Krief Consulting en 1996. Cette même année, il rachète Francom et en devient président. C'est le tour de D Group France en 1999. Il pilote ainsi en 30 ans plus de 600 missions de conseil.
En 2005, il annonce son intention de reprendre la maison de couture Christian Lacroix, mais un plan de continuation est retenu.
Louis Petiet et son groupe diversifient ensuite leurs activités et reprennent notamment :
- un business center à Poitiers,
- la chaîne de magasins Soho en 2009 [4] (avril 2010, 142 salariés),
- le groupe de maintenance industrielle Isotherma en 2009 (422 salariés)[5].
- le groupe de textile DMC en deux temps :
  - SAIC Velcorex repris par une filiale en 2008 (le velours), 210 salariés [5]. Finalement la société a été sauvée par Philéa qui a repris le matériel et quelques salariés.
  - DMC SA 2009 (le fil à broder), qui rachète Charles Craft aux États-Unis puis Fillawant en France. 350 emplois sont alors sauvés. Leader mondial du fil, la société vend dans le monde plus d'un million de produits par jour, dans 130 pays et 40 000 points de vente. Elle doublera ensuite son chiffre d'affaires par de nouvelles participations.
- la société Montaigne Fashion Group en 2009 (marques Regina Rubens  et Irene Van Ryb), qui rachète ensuite le groupe de prêt-à-porter Lola.

En 2009, il annonce s'être allié avec le groupe Loyaltouch pour reprendre le carrossier Heuliez. Une partie de Heuliez sera ensuite cédée au groupe allemand Kholl.
En octobre 2011, Louis Petiet, pour sa gestion de la société SAIC Velcorex obtient une relaxe dès la première instance, sans appe , et pour le jugement lui ayant attribué les actifs de DMC SA, une relaxe aussi.
En mai 2012, Krief Group est placé en redressement, clos favorablement par un jugement du tribunal de commerce de Paris du 27 décembre 2013 arrêtant un plan de redressement sur 10 ans par voie de continuation pour un passif déclaré de 57 millions d'euros et un passif retenu à 18 millions d'euros (jugement n° RG 2013060843). Ce plan est ensuite réduit à 7 ans, par remboursement anticipé des créances, et se termine au 30 septembre 2020, avec apurement de tous les passifs.
Il crée AAA HOLDING et réorganise ses participations avec l'appui de fonds internationaux, et développe ses sociétés cotées en bourse. 
La reprise par la filiale Arum industries de Vergnet en 2018, leader dans les énergies renouvelables, est un succès. La société exporte dans une cinquantaine de pays, et son chiffre d'affaires double. Le titre côté sur Euronext Growth gagne 75 % de valeur début 2020.
Succès également de la reprise de Financière Marjos sur Euronext C, avec le process d'apport de 25 sociétés immobilières à l'international et un chiffre d'affaires de 120 millions d'euros.
Il est administrateur de la Compagnie Altitude, administrateur de la société de financements internationaux Well, à l'issue du redressement et de la transformation de Krief Group, administrateur et président en 2021 de l'Industrielle Franco-Allemande (IFA /UCPMI).

### Élu local dans l'Eure
Élu conseiller municipal de Verneuil-sur-Avre en 1983, Louis Petiet en est maire adjoint de 1983 à 1995, puis maire de 1995 à 2001. Battu en 2001, il est cependant élu conseiller général de l'Eure la même année. Président de la fédération de l'UMP de l'Eure, il échoue aux élections législatives de 2007, face à Bruno Le Maire, candidat officiel de l'UMP, qu'il soutient au 2e tour. Il appuiera ensuite son rapprochement avec Emmanuel Macron, qu'il avait lui-même décidé de soutenir dès le premier tour de l'élection présidentielle[Quand ?].
En 2008, il est réélu conseiller général dès le premier tour et est de nouveau élu maire de Verneuil-sur-Avre. Il ne se présente pas aux municipales de 2014. Il est nommé par arrêté préfectoral maire honoraire, et décoré de la médaille d'honneur régionale, départementale et communale, pour ses 32 ans d'élu et 7 élections.

### Distinctions
- Chevalier de la Légion d'honneur[9], au titre de 24 ans d'activités professionnelles et de services militaires (contingent du ministère de l'économie des finances et de l'industrie).
- Médaille d'honneur régionale, départementale et communale, argentpromu or par arrêté du 14 juillet 2025.